# علی‌آباد (بهمن صغاد)
علی‌آباد یک منطقهٔ مسکونی در ایران است که در بخش بهمن صغاد واقع شده‌است. براساس سرشماری مرکز آمار ایران در سال ۱۳۹۵، این روستا کمتر از سه خانوار جمعیت داشته‌است.